# Arne Nyberg
Arne Nyberg est un footballeur suédois, né le 20 juin 1913 à Säffle et mort le 12 août 1970.

## Biographie
En tant qu’attaquant, il est international suédois à 31 reprises dans les années 1930 et 1940.
Arne Nyberg participe à la Coupe du monde de football de 1938, en France. Il participe aux éliminatoires, en jouant un seul match en tant que titulaire contre l’Allemagne, match perdu 5 buts à 0 par les Suédois.
En phase finale, il inscrit trois buts : un but à la 84e minute contre Cuba, un contre la Hongrie (but à la 1re minute) et un contre le Brésil (but à la 38e minute). Il est titulaire dans tous les matchs de la Coupe du monde de 1938. La Suède termine quatrième de ce tournoi, battue par le Brésil (2-4).
Il joue au SK Sifhälla puis à l’IFK Göteborg. Il ne remporte rien avec le premier, mais avec le second, il remporte deux Allsvenskan en 1935 et en 1942, ainsi qu’une D2 suédoise en 1939.
Son fils, Ralph Nyberg, joue à l’IFK Göteborg et remporte le championnat de Suède en 1958.

## Palmarès
- Championnat de Suède de football
  - Champion en 1935 et en 1942
  - Vice-champion en 1940
- Championnat de Suède de football D2
  - Champion en 1939